# PDC CHALLENGE TOURNAMENT
PDJ JAPAN CHAMPIONSHIPは、PDJが開催するダーツのトーナメントである。
ダーツにおける世界最高峰のトーナメントであるPDC ワールド・ダーツ・チャンピオンシップには日本人プレイヤー枠が1枠あり、このトーナメントのチャンピオンにはその枠が与えられ、翌年のワールド・チャンピオンシップにおける第0ラウンド（Preliminary Round）に配置される。
また、2011年よりLadies Tournamentが同時開催されるようになり、こちらのチャンピオンにはPDC ウィメンズ・ワールド・チャンピオンシップの出場権が与えられる (出場トーナメントは、変更となる可能性有り) 。
このトーナメントは、西日本予選と東日本予選、そしてThe Finalの3つからなる。
The Finalには、世界一のダーツ・レフリーとされているラス・ブレイが来日し、彼のレフリーを呼び物としている。

## 本戦の日程・会場・放送など
日程、会場、タイトル・スポンサー、テレビ放送などの情報は、以下の通りである。
2010年までスポンサーはあったもののタイトル・スポンサーはなかったが、2011年に初めてタイトル・スポンサーを付けた。
| 年   | 開催日     | 開催日        | 会場                               | タイトル・スポンサー | 使用ボード | 放送                   |
| ---- | ---------- | ------------- | ---------------------------------- | -------------------- | ---------- | ---------------------- |
| 2009 | 西日本予選 | 8月9日 (日)   | 神戸国際展示場1号館2階             | -                    | 不明       | -                      |
| 2009 | 東日本予選 | 9月21日 (月)  | 横浜サンボーホール                 | -                    | 不明       | -                      |
| 2009 | The Final  | 10月25日 (日) | パンパシフィック横浜ベイホテル東急 | -                    | 不明       | -                      |
| 2010 | 東日本予選 | 4月11日 (日)  | 横浜産貿ホール                     | -                    | 不明       | J-STUDIO               |
| 2010 | 西日本予選 | 7月4日 (月)   | 神戸国際展示場                     | -                    | 不明       | J-STUDIO               |
| 2010 | The Final  | 9月12日 (日)  | ランドマークホール                 | -                    | 不明       | -                      |
| 2011 | 西日本予選 | 5月22日 (日)  | 神戸ポートターミナルホール         | ダーツライブ         | 不明       | -                      |
| 2011 | 東日本予選 | 7月18日 (月)  | 横浜産貿ホール                     | ダーツライブ         | 不明       | -                      |
| 2011 | The Final  | 10月1日 (土)  | ランドマークホール                 | ダーツライブ         | 不明       | YouTube (DARTSLIVE.TV) |

## 形式
西日本予選と東日本予選があり、各予選の上位4名がThe Finalに出場できる。
なお、各予選とThe Finalの3つのイヴェントは、それぞれ1日のうちに行われる。

### 西日本予選・東日本予選
西日本予選と東日本予選の形式は、参加人数が異なることにより試合数が異なることを除けば、形式は基本的に同じである。
また、前者において上位4名に残れなかったプレイヤーは、後者に参戦することも可能である。
両予選は、ラウンドロビンと本戦の2段階になっている。

#### ラウンドロビン
まず、5名（または、4名）に別れてラウンドロビン形式のグループ戦を行う。
各グループの上位2名が各予選の本戦に出場できる。

#### 本戦
本戦は、シングル・エリミネイション形式で行われる。
準々決勝まで行われ、そこでの勝者がThe Final出場権を得る。
ただし、第1ラウンドは、人数調整のために使われ、第2ラウンドから本戦が始まるプレイヤーもいる。

### The Final
The Finalは、ラスト8からのシングル・エリミネイション形式である。

### レッグ数
レッグ数は、以下の通りとなっている。
| 年   | ラウンド       | ラウンド       | レッグズ (ベスト・オヴ) |
| ---- | -------------- | -------------- | ----------------------- |
| 2009 | ラウンドロビン | ラウンドロビン | 5                       |
| 2009 | 本戦           | ラスト16まで   | 5                       |
| 2009 | 本戦           | 準々決勝以降   | 7                       |
| 2010 | ラウンドロビン | ラウンドロビン | 5                       |
| 2010 | 本戦           | ラスト32まで   | 5                       |
| 2010 | 本戦           | ラスト32以降   | 7                       |
| 2011 | ラウンドロビン | ラウンドロビン | 5                       |
| 2011 | 本戦           | ラスト16まで   | 5                       |
| 2011 | 本戦           | 準々決勝       | 7                       |

| 年   | ラウンド   | レッグズ (ベスト・オヴ) |
| ---- | ---------- | ----------------------- |
| 2009 | 準決勝まで | 9                       |
| 2009 | 決勝       | 11                      |
| 2010 | 準決勝まで | 9                       |
| 2010 | 決勝       | 11                      |
| 2011 | 準決勝まで | 9                       |
| 2011 | 決勝       | 11                      |

## 結果
このトーナメントの結果は、以下の通りである。

### 西日本予選・東日本予選
各予選の結果は、以下の通りである。
初開催である2009年は、各予選においても決勝まで行っていたが、2010年より各予選ともThe Final出場者が決定する準々決勝までとなった。
以下は、2009年のみ優勝より4位の順に記してあるが、2010年以降は順位とは関係ないことに注意されたい。
| 年   | ラスト4  | ラスト4  | ラスト4    | ラスト4  |
| ---- | -------- | -------- | ---------- | -------- |
| 2009 | 橋本守容 | 吉田裕計 | 赤松大輔   | 村松治樹 |
| 2010 | 赤松大輔 | 竹内淳   | 村松治樹   | 橋本守容 |
| 2011 | 佐川研生 | 榎股慎吾 | 清水浩明   | 橋本守容 |
| 2012 | 仁木匠   | 清水浩明 | 勝見翔     | 藤森主税 |
| 2013 | 村松治樹 | 清水浩明 | 橋本守容   | 小野恵太 |
| 2014 | 岡野翔   | 山本信博 | 宇佐美慶   | 勝見翔   |
| 2015 | 村松治樹 | 饗場克也 | 井上晋太郎 | 山田勇樹 |
| 2016 | 藤森主税 | 座波常輝 | 知野真澄   | 浅田斉吾 |
| 2017 | 榎股慎吾 | 樋口雄也 | 村松治樹   | 東田臣   |

| 年   | ラスト4    | ラスト4  | ラスト4    | ラスト4  |
| ---- | ---------- | -------- | ---------- | -------- |
| 2009 | 竹内淳     | 松本嵐   | 沖山祐一   | 安食賢一 |
| 2010 | 江口祐司   | 勝見翔   | 星野光正   | 安食賢一 |
| 2011 | 田辺荘一   | 村松治樹 | 勝見翔     | 今野威   |
| 2012 | 仁木治     | 大久保健 | 橋本守容   | 村松治樹 |
| 2013 | 鈴木健太郎 | 勝見翔   | 安食賢一   | 竹内淳   |
| 2014 | 本間篤     | 関本誠和 | 知野真澄   | 村松治樹 |
| 2015 | 赤松大輔   | 山本信博 | 鈴木健太郎 | 宇佐美慶 |
| 2016 | 山田勇樹   | 松本嵐   | 阿久津侑也 | 饗場克也 |
| 2017 | 矢口慧朗   | 座間達哉 | 柴田豊和   | 根岸則行 |

#### 最終予選
| 年   | 通過者   | 通過者   |
| ---- | -------- | -------- |
| 2017 | 浅田斉吾 | 谷内太郎 |

### The Final 決勝戦
The Finalの結果は、以下の通りである。
| 年   | チャンピオン     | スコア | 準優勝             |
| ---- | ---------------- | ------ | ------------------ |
| 2009 | 村松治樹 (84.78) | 6 - 5  | 橋本守容 (79.29)   |
| 2010 | 橋本守容 (85.89) | 6 - 0  | 星野光正 (82.05)   |
| 2011 | 村松治樹 (76.29) | 6 - 5  | 勝見翔 (76.29)     |
| 2012 | 村松治樹 (88.41) | 6 - 0  | 勝見翔 (67.44)     |
| 2013 | 橋本守容 (83.91) | 6 - 5  | 村松治樹 (83.40)   |
| 2014 | 村松治樹 (86.46) | 6 - 5  | 知野真澄 (85.89)   |
| 2015 | 小野恵太 (91.08) | 6 - 0  | 山田勇樹 (84.66)   |
| 2016 | 知野真澄 (87.45) | 6 - 4  | 阿久津侑也 (88.20) |
| 2017 | 浅田斉吾 (89.25) | 5 - 2  | 樋口雄也 (76.29)   |

## 記録
このイヴェントの歴代の記録は、以下の通りである。

### 優勝
- 4  村松治樹
- 2  橋本守容
- 1  小野恵太
- 1  知野真澄
- 1  浅田斉吾

## PDC ワールド・ダーツ・チャンピオンシップにおける結果
PDC ワールド・ダーツ・チャンピオンシップの結果は、以下の通りである。
| 年   | ラウンド | 日本人プレイヤー | スコア    | 対戦プレイヤー                   |
| ---- | -------- | ---------------- | --------- | -------------------------------- |
| 2010 | 0        | 村松治樹 (75.98) | 4 - 1 (l) | クシュシュトフ・クチュク (76.28) |
| 2010 | 1        | 村松治樹 (83.84) | 0 - 3 (s) | ロニー・バクスター (94.93)       |
| 2011 | 0        | 橋本守容 (87.30) | 4 - 2 (l) | マット・パジェット (83.10)       |
| 2011 | 1        | 橋本守容 (87.44) | 0 - 3 (s) | ゲイリー・アンダーソン (103.26)  |
| 2012 | 0        | 村松治樹 (85.22) | 4 - 2 (l) | デニス・ニルソン (77.20)         |
| 2012 | 1        | 村松治樹 (90.26) | 0 - 3 (s) | フィル・テイラー (99.98)         |
| 2013 | 0        | 村松治樹 (87.13) | 4 - 0 (l) | デイブ・ハリントン (59.36)       |
| 2013 | 1        | 村松治樹 (84.75) | 0 - 3 (s) | サイモン・ウィットロック (95.50) |
| 2014 | 0        | 橋本守容 (84.26) | 4 - 2 (l) | ポール・リム (75.26)             |
| 2014 | 1        | 橋本守容 (76.50) | 1 - 3 (s) | マイケル・スミス (79.69)         |
| 2015 | 0        | 村松治樹 (75.69) | 2 - 4 (l) | ボリス・コルツォフ (79.27)       |
| 2016 | 0        | 小野恵太 (91.79) | 2 - 0 (s) | Alex Tagarao (77.40)             |
| 2016 | 1        | 小野恵太 (83.49) | 0 - 3 (s) | フィル・テイラー (98.39)         |
| 2017 | 0        | 知野真澄 (80.18) | 1 - 2 (s) | Tengku Hadzali Shah (83.44)      |
| 2018 | 0        | 浅田斉吾 (86.65) | 2 - 1 (s) | ゴードン・マザース (82.65)       |
| 2018 | 1        | 浅田斉吾 (92.91) | 0 - 3 (s) | ロブ・クロス (104.12)            |

## 参照・注釈
1. 1 2 3  PDJ Official Site PDJ
2. 1 2 3  PDC World Japan Qualifying Event Darts Database
3. 1 2 3 4  PDC CHALLENGE TOURNAMENT J-STUDIO
4. 1 2  2011 西日本予選 ラウンドロビン結果 PDJ
5. 1 2  2011 東日本予選 ラウンドロビン結果 PDJ
6. 1 2  2011 西日本予選 トーナメント結果 PDJ
7. 1 2  2011 東日本予選 トーナメント結果 PDJ
8. ↑  PDC World Championship Darts Database